# Akt mianowania
Uwaga! Ten artykuł od 2016-12 opisuje nieaktualny stan prawny. Jeśli możesz, popraw treść na podstawie najświeższych informacji.
 Po wyeliminowaniu niedoskonałości należy usunąć szablon  z tego artykułu.
Akt mianowania - decyzja kompetentnego dowódcy bądź organu (np. Rady Państwa) nadająca żołnierzowi wyższy stopień wojskowy.
Akt mianowania to również dokument stwierdzający fakt nadania stopnia wojskowego.

## Akt mianowania nauczyciela
Ta forma zatrudnienia zapewniana jest pracownikom oświaty w stopniach:
- Nauczycieli mianowanych
- Nauczycieli dyplomowanych

W razie decyzji dyrekcji o rozwiązaniu stosunku pracy osobie zatrudnionej na tej zasadzie przysługuje prawo do:
- 3-miesięcznego okresu wypowiedzienia
- odprawy w wysokości 6-miesięcznego wynagrodzenia[a]